# 赵烈文
趙烈文（1832年—1894年），字惠甫，一字偉甫，齋號能靜居士、天放樓、落花春雨巢，小名來求。江蘇陽湖（今屬常州市）人。清朝政治人物，史學、佛學學者。著作《能静居日记》。目睹1864年湘军南京屠城。

## 生平
出身士族武進觀莊趙氏，其六世祖趙申喬是康熙朝名臣，官至戶部尚書；五世祖趙鳳詔為康熙二十七年進士，官至山西太原府知府，因罪處死；父趙仁基為道光六年進士，官至湖北按察使。
烈文少有文名，三次應省試而不第，咸丰五年十二月，曾國藩坐困南昌，由周腾虎引荐出入曾國藩幕府。當天參觀樟树镇的湘军水陆各营，烈文曰：「樟树营陆军营制甚懈，军气已老，恐不足恃。」不久周凤山部湘军在幛树果然大败，曾國藩從此看重趙烈文的意見。後任磁州、易州知州，賢名遠布，直隸總督李鴻章正欲予以大用，趙烈文卻無心仕途，請求退休。
趙烈文見解獨特，同治六年六月二十日（1867年7月21日），他與曾國藩長談，對清廷的看法是「异日之祸必先根本颠仆，而后方州无主，人自为政，殆不出五十年矣。」曾国藩反驳说：「本朝君德正，或不至此。」烈文曰：「国初创业太易，诛戮太重，所以有天下者太巧。天道难知，善恶不相掩，后君之德泽，未足恃也。」著有用行草體所書的《能靜居士日記》、《落花春雨巢日记》、《赵伟甫先生庚申避乱日记》等。今江苏常熟市古城区西南隅的明代钱氏「小辋川」遗址有赵烈文所住过的赵园。
中央研究院院士、中央研究院近代史研究所創所所長郭廷以在其所著《近代中國史綱》引趙烈文《能靜居日記》記載曾國藩弟曾國荃於1864年率湘軍攻入南京城後的情景：「湘軍『貪掠奪，頗亂伍。中軍各勇留營者皆去搜括』，……『沿街死屍十之九皆老者。其幼孩未滿二、三歲者亦被戳以為戲，匍匐道上。婦女四十歲以下者一人俱無（均被虜），老者負傷或十餘刀，數十刀，哀號之聲達於四方。』凡此均為曾國荃幕友趙烈文目睹所記，總計死者約二、三十萬人。」

## 關聯
入曾國藩幕府，負責查看營務，首倡遣使分駐外國。委辦夷務案牘，助曾國荃克金陵，獻剿捻策。評騭皇室及時人。診治曾氏病情。同時期幕友為陳寶衡、薛福成、程鸿诏、钱应溥、莫祥芝、吴汝纶、倪文蔚、萬啟琛、劉翰清、黎庶昌、王定安、陳鼐、方宗誠、李榕、屠楷、李瀚章、王延長、李鴻章、方宗诚、方骏谟、容閎、徐壽、李鴻裔、周學濬、張樹聲、陳士杰、彭玉麟、向師隸、陳蘭彬、裕麟、李元度、沈葆楨、丁日昌、何璟。